# Tephromela
Tephromela is een geslacht van korstmossen dat behoort tot de familie Tephromelataceae. Het typegeslacht is de zwarte schotelkorst (Tephromela atra).

## Soorten
Volgens Index Fungorum bevat het geslacht 49 soorten (peildatum april 2023):
| Soortnaam                                       | Auteur(s)                        | Publicatiejaar |
| ----------------------------------------------- | -------------------------------- | -------------- |
| Tephromela alectoronica                         | Kalb                             | 2008           |
| Tephromela antarctica                           | Øvstedal                         | 2001           |
| Tephromela arafurensis                          | Rambold                          | 1989           |
| Tephromela atra (Zwarte schotelkorst)           | (Huds.) Hafellner                | 1983           |
| Tephromela atrocaesia                           | (Nyl. ex Cromb.) Fryday          | 2011           |
| Tephromela atroviolacea                         | (Flot.) Fryday                   | 2011           |
| Tephromela austrolitoralis                      | (Zahlbr.) Kalb & Elix            | 2008           |
| Tephromela baudiniana                           | Kantvilas & Elix                 | 2017           |
| Tephromela bourgeanica                          | Elix                             | 2013           |
| Tephromela buelliana                            | (Müll. Arg.) Kalb                | 2004           |
| Tephromela bullata                              | Elix                             | 2012           |
| Tephromela bunyana                              | Kalb & Elix                      | 2004           |
| Tephromela connivens                            | (Müll. Arg.) Kalb                | 2007           |
| Tephromela disciformis                          | Øvstedal                         | 2001           |
| Tephromela disjuncta                            | Elix                             | 2012           |
| Tephromela erosa                                | Elix                             | 2013           |
| Tephromela eviolacea                            | Haldeman & McCune                | 2021           |
| Tephromela follmannii                           | Pérez-Vargas, Hern.-Padr. & Elix | 2010           |
| Tephromela gigantea                             | Kalb & Elix                      | 2004           |
| Tephromela globularis                           | (Kremp.) Lumbsch, Kalb & Elix    | 2004           |
| Tephromela granularis                           | Kantvilas                        | 2015           |
| Tephromela grumosa (Peper-en-zout schotelkorst) | (Pers.) Hafellner & Cl. Roux     | 1985           |
| Tephromela immersa                              | Kalb & Elix                      | 2004           |
| Tephromela isidiosa                             | Kalb & Elix                      | 2004           |
| Tephromela korundensis                          | (Räsänen) Kalb                   | 2004           |
| Tephromela lignicola                            | Orange & Fryday                  | 2019           |
| Tephromela lillipillensis                       | Elix                             | 2012           |
| Tephromela lirellina                            | (Darb.) Fryday                   | 2011           |
| Tephromela lucifraga                            | Øvstedal & Tønsberg              | 2009           |
| Tephromela lucifuga                             | Øvstedal                         | 2009           |
| Tephromela matogrossensis                       | Kalb & Elix                      | 2004           |
| Tephromela minor                                | Øvstedal                         | 2001           |
| Tephromela neobunyana                           | Elix                             | 2013           |
| Tephromela nothofagi                            | Elix                             | 2013           |
| Tephromela olivetorica                          | Elix                             | 2012           |
| Tephromela pacifica                             | Björk & Muggia                   | 2016           |
| Tephromela parasitica                           | Øvstedal & Søchting              | 2004           |
| Tephromela pertusarioides                       | (Degel.) Hafellner & Cl. Roux    | 1985           |
| Tephromela physodica                            | Kalb                             | 2008           |
| Tephromela priestleyi                           | (C.W. Dodge) Øvstedal            | 2009           |
| Tephromela promontorii                          | (Zahlbr.) Kalb                   | 2007           |
| Tephromela rhizophorae                          | Kalb                             | 2008           |
| Tephromela rimosula                             | Øvstedal                         | 2010           |
| Tephromela skottsbergii                         | (Darb.) Fryday                   | 2011           |
| Tephromela sorediata                            | Kalb & Elix                      | 2006           |
| Tephromela stenosporonica                       | Elix & Kalb                      | 2006           |
| Tephromela superba                              | Fryday                           | 2011           |
| Tephromela territoriensis                       | Elix & Kalb                      | 2008           |
| Tephromela variabilis                           | Øvstedal                         | 2001           |